# Artikel 12-status
Een gemeente met een artikel 12-status is een Nederlandse gemeente die onder financiële curatele is gesteld door het Rijk vanwege een structureel slechte financiële situatie. Deze gemeenten krijgen van de rijksoverheid extra geld in ruil voor een streng financieel toezicht. Zo moeten de gemeenten met de artikel 12-status voor grotere uitgaven toestemming aan het rijk vragen. Artikel 12 is het 12e artikel uit de Financiële-verhoudingswet. Deze bepaling luidt als volgt:
Artikel 12

1. Onze Ministers kunnen, op aanvraag van een gemeente, aan de gemeente over een uitkeringsjaar een aanvullende uitkering verlenen.

2. Een aanvullende uitkering wordt slechts verleend indien de algemene middelen van de gemeente aanmerkelijk en structureel tekort zullen schieten om in de noodzakelijke behoeften te voorzien, terwijl de eigen inkomsten van de gemeente zich op een redelijk peil bevinden.

3. Onze Ministers kunnen voorschriften verbinden aan het besluit tot verlening van een aanvullende uitkering.

4. Onze Ministers kunnen een verleende aanvullende uitkering verminderen of intrekken indien:

a. de financiële positie van de gemeente verbetert;

b. de gemeente in strijd handelt met een wettelijk voorschrift dat betrekking heeft op de aanvullende uitkering, of met een voorschrift dat aan het besluit tot verlening van de aanvullende uitkering is verbonden.

5. De gemeente die een aanvullende uitkering heeft aangevraagd, of waaraan een aanvullende uitkering is verleend, neemt maatregelen ter verbetering van haar financiële positie.

## Gemeenten met een artikel 12-status
Amsterdam had tussen 1978 en 1994 Artikel 12-status.
De volgende gemeenten hadden volgens het Ministerie van Binnenlandse Zaken en Koninkrijksrelaties in de periode 2013-2018 een artikel 12-status:
- Boornsterhem (is op 01-01-2014 bij de gemeentelijke herindeling opgeheven)
- Loppersum
- Millingen aan de Rijn (per 01-01-2015 gaat de gemeente fuseren met Ubbergen en Groesbeek)
- Ten Boer (2016)
- Vlissingen (2016, 2017, 2018)[3]

Sinds 2017 zijn er nog maar twee gemeenten die onder de artikel-12 status vallen:
- Lelystad
- Vlissingen

Formeel gezien is Lelystad sinds 1987 een artikel 12-gemeente omdat de ICL-gelden, die door het Rijk in het verleden aan het Gemeentefonds zijn toegevoegd, via artikel 12 aan Lelystad worden uitgekeerd. Sinds 1998 krijgt Lelystad daarnaast geen normale artikel 12-uitkering en staat de gemeente dan ook niet meer onder curatele van het Rijk.
De beide gemeenten samen ontvangen in 2017 €23,8 miljoen, in 2018 €22,1 miljoen, in 2019 bijna €39,5 miljoen en in 2020 €27,6 miljoen.

## Bodemgesteldheid
Door de zwakke veengrond heeft Gouda veel last van verzakkingen. Daardoor zijn de kosten van onder andere wegonderhoud in Gouda veel hoger dan in andere gemeenten. Gouda heeft om die reden bijna 40 jaar lang onafgebroken een artikel 12-status gehad. In december 2001 heeft de Rijksoverheid nog een uitkering toegekend van bijna 80 miljoen euro aan Gouda, maar daarbij heeft zij wel aangegeven dat de uitkering vanaf 2008 wordt gestopt.
De slechte bodemgesteldheid speelde ook mee bij de artikel 12-status van Ouderkerk, Boskoop en tot 2001 ook Schoonhoven.